# 宍戸亮太
宍戸 亮太（ししど りょうた、1982年 - ）は、日本の音楽プロデューサー、マネージャー、株式会社RED代表取締役。マネージャーとして初めて勤めたLastrum時代にSEKAI NO OWARIを発掘し、その後Lastrumとアミューズで設立した合弁会社TOKYO FANTASYへメンバーと共に移動。TOKYO FANTASYで取締役を務めた後に独立し、株式会社REDを設立。

## 略歴
北海道出身。北海道札幌月寒高等学校を経て、学校法人経専学園経専音楽放送芸術専門学校卒業（2002年度）。TSUTAYA、タワーレコードでの勤務の後、札幌から沖縄まで原付バイクで全都道府県を通り旅をする。その後、オーストラリアに留学し、帰国後、旅行会社で勤務。しかしながら、旅行会社での採用面接時に聞かれた「社会というフィールドで、人生をかけて、何を実現したいのか？」という質問から「人と音楽を繋ぐこと」をしたいと気づき退社。履歴書を事務所やレコード会社宛に30通程送り続けた後、唯一面接の連絡をくれたLastrumへ入社。入社後、数ヶ月でSEKAI NO OWARIをライブハウスで発掘し、そのままマネージャーとなる。
2019年（令和元年）、独立し株式会社REDを設立。

## 備考
- 過去のインタビュー記事によると、SEKAI NO OWARIのアルバム「EARTH」「ENTERTAINMENT」「Tree」の曲順は宍戸が考えたとされている。
- 2025年1月12日OAのテレビ朝日「EIGHT-JAM」にて川谷絵音より「スゴく耳が早い」と評された。